# Лесьники (Сім'ятицький повіт)
Лесьники (пол. Leśniki) — село в Польщі, у гміні Перлеєво Сім'ятицького повіту Підляського воєводства.
Населення — 67 осіб (2011).
У 1975-1998 роках село належало до Ломжинського воєводства.

## Демографія
Демографічна структура станом на 31 березня 2011 року:
|          | Загалом | Допрацездатний вік | Працездатний вік | Постпрацездатний вік |
| -------- | ------- | ------------------ | ---------------- | -------------------- |
| Чоловіки | 38      | 3                  | 26               | 9                    |
| Жінки    | 29      | 3                  | 15               | 11                   |
| Разом    | 67      | 6                  | 41               | 20                   |